# Aeropuerto de Graz

Mapa que muestra la ubicación de los Aeropuertos de Austria.

El Aeropuerto de Graz (en alemán: Flughafen Graz) (IATA: GRZ, OACI: LOWG), también conocido como Aeropuerto de Thalerhof, sirve a la ciudad de Graz, en el sureste de Austria. 
Se encuentra ubicado cerca de la estación de tren Flughafen Graz-Feldkirchen (aproximadamente a 4 minutos a pie, la salida se encuentra a la derecha de la plataforma), que se encuentra entre las estaciones de Graz y Spielfeld-Straß. La duración del viaje al aeropuerto desde la Estación Central de Graz es de aproximadamente 12 minutos por servicio de tren regional. 

## Historia
La historia del aeropuerto empezó en 1913 con la construcción de una pista de césped y los primeros hangares; el aeropuerto operó su primer vuelo en 1914. El primer vuelo de cabotaje de pasajeros en Austria, en 1925, completó la ruta Viena-Graz-Klagenfurt. En 1937 la construcción de una terminal se puso en marcha, dado el incremento en el número de pasajeros. 
Tras el fin de la Segunda Guerra Mundial, sin embargo, Austria tenía prohibido poseer una flota de aviación, ya sea militar o civil. Tras la reapertura del espacio aéreo austríaco en 1951, una nueva pista de hormigón de 1.500 m fue construida. Esta pista fue extendida hasta los 2.000 m en 1962. La red de destinos creció rápidamente y el primer vuelo regular internacional empezó en 1966 con una conexión a Fráncfort del Meno. En 1969 la pista volvió a ser extendida, en esta ocasión hasta los 2.500 m y, la construcción de una nueva y más moderna terminal se vio necesaria. Los principales acontecimientos para el aeropuerto fueron los aterrizajes del Concorde en 1981 y  del Boeing 747 en ocasión del 70° aniversario de su apertura, en 1984. Diez años después, una nueva terminal fue construida, con una capacidad máxima de 750.000 pasajeros por año. La última extensión de la pista fue llevada a cabo en 1998, hasta alcanzar su extensión actual de 3000 m.
A principios del siglo XXI, el número de pasajeros superó la marca de los 750.000 y en el 2004 estuvo poco debajo de los 900.000. Esto llevó a una ampliación de la actual terminal en el 2003 y la construcción de una segunda terminal en el 2005.

## Aerolíneas y destinos

### Destinos nacionales
| Ciudad  | Nombre del aeropuerto             | Aerolíneas        | Aeronaves | Frecuencias semanales |
| Austria | Austria                           | Austria           | Austria   | Austria               |
| ------- | --------------------------------- | ----------------- | --------- | --------------------- |
| Viena   | Aeropuerto Internacional de Viena | Austrian Airlines |           |                       |

### Destinos internacionales
| Ciudades por países | Nombre del aeropuerto                                           | Aerolíneas                                                                                 | Aeronaves         | Frecuencias semanales |
| África              | África                                                          | África                                                                                     | África            | África                |
| ------------------- | --------------------------------------------------------------- | ------------------------------------------------------------------------------------------ | ----------------- | --------------------- |
| Egipto              |                                                                 |                                                                                            |                   |                       |
| Hurghada            | Aeropuerto Internacional de Hurghada                            | Corendon Airlines Europe (Estacional) Eurowings (Estacional) FlyEgypt (Chárter estacional) | B737-800          |                       |
| Asia                |                                                                 |                                                                                            |                   |                       |
| Chipre              |                                                                 |                                                                                            |                   |                       |
| Lárnaca             | Aeropuerto Internacional de Lárnaca                             | Eurowings (Estacional)                                                                     |                   |                       |
| Turquía             |                                                                 |                                                                                            |                   |                       |
| Antalya             | Aeropuerto de Antalya                                           | Estacional: Corendon Airlines SunExpress (reinicia 2 de abril de 2024)                     | B737              |                       |
| Europa              |                                                                 |                                                                                            |                   |                       |
| Alemania            |                                                                 |                                                                                            |                   |                       |
| Berlín              | Aeropuerto de Berlín-Brandeburgo Willy Brandt                   | Eurowings                                                                                  |                   |                       |
| Düsseldorf          | Aeropuerto Internacional de Düsseldorf                          | Eurowings                                                                                  |                   |                       |
| Fráncfort del Meno  | Aeropuerto de Fráncfort del Meno                                | Air Dolomiti Lufthansa                                                                     | E1                |                       |
| Hamburgo            | Aeropuerto de Hamburgo                                          | Eurowings                                                                                  |                   |                       |
| Múnich              | Aeropuerto Internacional de Múnich-Franz Josef Strauss          | Lufthansa                                                                                  |                   |                       |
| Croacia             |                                                                 |                                                                                            |                   |                       |
| Brač                | Aeropuerto de Brač                                              | Croatia Airlines (Chárter estacional)                                                      |                   |                       |
| España              |                                                                 |                                                                                            |                   |                       |
| Gran Canaria        | Aeropuerto de Gran Canaria                                      | Eurowings (Estacional)                                                                     |                   |                       |
| Palma de Mallorca   | Aeropuerto de Palma de Mallorca                                 | Eurowings (Estacional)                                                                     |                   |                       |
| Tenerife            | Aeropuerto de Tenerife Sur                                      | Eurowings (Estacional)                                                                     |                   |                       |
| Francia             |                                                                 |                                                                                            |                   |                       |
| Calvi               | Aeropuerto de Calvi-Sainte Catherine                            | Avanti Air (Chárter estacional)                                                            | DHC-8 Q402        |                       |
| Grecia              |                                                                 |                                                                                            |                   |                       |
| Cefalonia           | Aeropuerto Internacional de Cefalonia                           | Avanti Air (Chárter estacional)                                                            | DHC-8 Q402        |                       |
| Corfú               | Aeropuerto Internacional de Corfú-Ioannis Kapodistrias          | Eurowings (Estacional)                                                                     |                   |                       |
| Heraclión           | Aeropuerto Internacional de Heraclión Nikos Kazantzakis         | Corendon Airlines Europe (Estacional) European Air Charter (Chárter estacional)            | B737-800 A320-200 |                       |
| Kárpazos            | Aeropuerto de Kárpazos                                          | Eurowings (Estacional)                                                                     |                   |                       |
| Kos                 | Aeropuerto Internacional de Kos-Hipócrates                      | Eurowings (Estacional)                                                                     |                   |                       |
| La Canea            | Aeropuerto Internacional de La Canea                            | Eurowings (Estacional)                                                                     |                   |                       |
| Paros               | Nuevo Aeropuerto de Paros                                       | Avanti Air (Chárter estacional)                                                            | DHC-8 Q402        |                       |
| Rodas               | Aeropuerto Internacional de Rodas-Diágoras                      | Eurowings (Estacional)                                                                     |                   |                       |
| Scíathos            | Aeropuerto Internacional de Scíathos - Alexandros Papadiamantis | Avanti Air (Chárter estacional)                                                            | DHC-8 Q402        |                       |
| Países Bajos        |                                                                 |                                                                                            |                   |                       |
| Ámsterdam           | Aeropuerto de Ámsterdam-Schiphol                                | KLM Cityhopper                                                                             | E-Jet             |                       |
| Suiza               |                                                                 |                                                                                            |                   |                       |
| Zúrich              | Aeropuerto Internacional de Zúrich                              | Swiss                                                                                      |                   |                       |

## Estadísticas
Ver fuente y consulta Wikidata.